# Silent Hill 2
Silent Hill 2 (サイレントヒル 2, Sairento Hiru Tsū, o bé en català 'Turó Silenciós 2') és un videojoc japonès de terror de supervivència i acció-aventura, desenvolupat per Team Silent i publicat per Konami. Va ser llançat per a PlayStation 2 als Estats Units el 24 de setembre de 2001; tres dies després, al Japó; i el 23 de novembre del mateix any, a Europa. Més tard el joc va ser editat per a Microsoft Windows i Xbox. Cronològicament representa la segona part de la sèrie Silent Hill, encara que la història de Silent Hill 2 gairebé no està relacionada amb el joc original. Cinquanta persones van treballar en el desenvolupament del videojoc durant dos anys. Una versió en alta definició remasteritzada de Silent Hill 2, desenvolupada per Hijinx Studios, va ser publicada el 20 de març de 2012 en PlayStation 3 i Xbox 360.
Silent Hill 2 té lloc en un univers fictici que s'assembla parcialment al món real. Tots els dies es creua amb un altre món alternatiu i tots dos estan plens de monstres. El protagonista és James Sunderland, qui rep una carta de la seva esposa Mary, que va perdre la vida un temps abans dels fets del joc. En la missiva, ella li demana que vagi a la ciutat turística de Silent Hill. En arribar a la seva destinació, en James es troba amb una misteriosa dona anomenada Maria, una còpia gairebé exacta de la seva dona. Al final, s'adona que part dels seus records van ser producte de la seva imaginació. La jugabilitat es basa en resoldre endevinalles, buscar els elements necessaris per a completar puzzles, explorar ubicacions i confrontar al personatge principal i els monstres.
El joc va rebre grans elogis per part de la crítica i deu publicacions prestigioses li van donar la puntuació més alta. La majoria de les ressenyes van elogiar l'atmosfera i la profunditat de la trama, construïda al voltant de l'amor, l'odi, la mort, el crim i el càstig, la bogeria, i temes tabú com la violència sexual i l'incest. Segons alguns crítics, la banda sonora és una de les millors en la història dels videojocs. No obstant això, va rebre comentaris negatius sobre el sistema de control, el funcionament de la càmera virtual i la falta de lògica dels trencaclosques. La versió Silent Hill HD Collection va obtenir crítiques mixtes, principalment a causa de nombrosos defectes en el so i els visuals. Silent Hill 2 està a la llista dels millors jocs de tots els temps, així com del gènere de terror. Un mes després del llançament, se'n va vendre més d'un milió de còpies.

## Jugabilitat
Silent Hill 2 pertany al gènere de survival horror en tercera persona amb elements d'acció i aventura. El joc no utilitza la interfície de barra d'estat, per la qual cosa la visualització de l'estat de la salut de l'heroi, la inspecció dels documents oposats, així com la combinació dels objectes es mostren en l'inventari en la manera de pausa. En triar un objecte, pots dur a terme diverses opcions: examinar-lo, utilitzar-lo per al propòsit previst, combinar-lo, encendre-lo o apagar-lo. Quan la pantalla tremola, significa que la salut del personatge principal està ferit; si, a més, apareix un color vermell al voltant de la pantalla, això significa que la seva salut es troba a menys de la meitat. Si apareix una creu intermitent en la cantonada inferior esquerra de la pantalla, li queda molt poc de vida. El protagonista es troba amb mapes que ho ajuden a navegar. Pots llegir-los solament amb bona llum o amb una llanterna. Durant el joc, el mapa s'actualitza: mostra portes tancades, claus, obstacles, així com notes basades en documents oposats.
La major part del videojoc consisteix a explorar la ciutat, trobar claus, altres elements, resoldre trencaclosques. En menor mesura, es posa l'accent en la lluita contra els enemics. Els nivells de dificultat dels oponents i els trencaclosques són independents entre si i es determinen per separat abans de l'inici del joc. Es presenta quatre maneres per a cadascun dels sistemes: «Principiant», «Fàcil», «Normal» i «Difícil» per al combat; «Fàcil», «Normal» i «Difícil» per a les endevinalles. A més, en les versions per Xbox i PlayStation 2 amb l'opció de «Novell» no és necessari lluitar contra monstres. Alguns codis per a endevinalles es generen aleatòriament. James pot usar una llanterna i una ràdio portàtil, que fa un soroll crepitant i eteri a mesura que els monstres s'apropen. També, pot girar el cap cap a l'objecte o oponent més proper. Desar el joc només és possible prop de les fulles vermelles, a excepció de l'edició per a PC que es pot salvar en qualsevol lloc.
En Silent Hill 2 s'utilitza dos tipus d'armes: les de cos a cos i a distància. Les armes blanques inclouen una taula de fusta, un tub d'acer, un gran ganivet, una motoserra, un hiper-esprai i una fulla xinesa, i les armes de foc contenen una pistola, un revòlver, una escopeta i un rifle de caça. La salut del personatge es pot restaurar a través de farmacioles de primers auxilis, flascons de medicaments i butllofes. El temps mitjà per passar el videojoc principal és de 6 hores, i l'escenari secundari en 1 hora, mentre que el màxim pot arribar a 12 i 3 hores, respectivament. Després del final del joc, es mostra una qualificació que té en compte el nombre de guardats, derrotes, danys, enemics morts i altres factors.

## Argument

### Lloc
El joc no és una continuació directa de la primera part de la sèrie, però l'acció té lloc en la mateixa petita ciutat situada en el nord-est dels Estats Units. Les plaques de les actuacions que es creuen durant el joc pertanyen a l'estat de Michigan. L'arquitectura de la part central de la ciutat es va inspirar en el municipi de San Bruno.{{refn|group=lower-alpha|El crític de jocs d'Examiner.com va escriure que aquesta és la primera ciutat en què els desenvolupadors haurien d'haver-se reunit en el seu camí des del Japó a l'oficina de Konami als Estats Units. La trama de Silent Hill 2 té lloc en la parteix sud de Silent Hill i conté informació sobre els antecedents de la ciutat. El poder de Silent Hill absorbeix el que la gent té en els seus cors i materialitza els seus deliris i fragments del subconscient. En un món paral·lel, tots veuen les coses a la seva manera.

### Carta des del cel silenciós
L'escenari principal del joc es diu «Carta des del cel silenciós». El protagonista de Silent Hill 2, James Sunderland, rep una carta de la seva esposa Mary, que va morir d'una malaltia fa tres anys. Mary li diu a James que vagi a una petita ciutat turística trucada Silent Hill, on una vegada van ser de vacances. Ella escriu:
| « | En els meus somnis més inquiets, veig aquesta ciutat. Silent Hill. Vas prometre tornar a portar-me allí algun dia. Però mai ho vas fer. I ara estic aquí sola... En el nostre «lloc especial» Esperant-te... | » |

En inspeccionar una ciutat boirosa abandonada, en el cementiri coneix a una noia, Angela. El protagonista diu que està perdut i que busca un camí. Una vegada indicat el camí correcte, ella li aconsella que es mantingui allunyat d'aquest lloc, al·lega que alguna cosa camina malament amb aquesta ciutat. En el camí, James veu una criatura, que mata amb una taula de fusta. Després entra al complex d'apartaments Wood Side, on coneix a una nena, Laura. En entrar en una de les habitacions, troba a Pyramid Head mentre viola dos maniquís. Espantat, el protagonista s'amaga en l'armari i li dispara amb la pistola, obligant al monstre a retirar-se. A una altra cambra, James troba un cadàver i coneix a un tipus, Eddie, que afirma no haver matat a ningú.
Al parc Rosewater James es troba amb María, que s'assembla molt a la seva esposa. En adonar-se que havia confós, vol anar-se, però María, en esmentar que la ciutat està plena de monstres, li demana que no la deixi. Quan s'assabenta que Laura sap alguna cosa sobre Mary la persegueix i es dirigeix a l'hospital Brookhaven. Dins de l'edifici, James escapa amb María de Pyramid Head. Corre cap a l'ascensor, mentre que la seva companya no ho aconsegueix i mor.
El protagonista torna a la seva recerca i va a la Societat Històrica de Silent Hill, un museu, on troba a Eddie assegut amb una pistola en la part frontal d'un cos mort. Est afirma que fàcilment va matar a un home que es va burlar del seu pes, no obstant això, ràpidament diu que tot va ser una broma i es va. Després d'un llarg descens a un estrany laberint subterrani, el protagonista es troba amb María, sana i estàlvia, en una habitació tancada amb clau després de les reixes. Hi ha un estrany diàleg entre ells, en el qual ella parla sobre els dies que James i Mary van passar en un hotel, i li assegura que serà el que ell desitja. James es va, prometent trobar la forma de treure-la d'aquí. En el camí, escolta els crits d'Angela i li salva d'Abstract Daddy. La noia admet que era abusada sexualment pel seu pare. D'una retallada de periòdic queda clar que ella ho va matar abans d'anar a Silent Hill. James troba l'entrada a la cambra de María, però descobreix el seu cadàver tirat en el llit. Intenta sortir d'aquest lloc, a una altra habitació, el protagonista descobreix a Eddie envoltat de cadàvers. El tipus afirma que tots es van burlar d'ell i que James és igual a ells. Després de la baralla, el protagonista mata al seu oponent en defensa pròpia.
Després James creua el llac en un pot i es dirigeix a l'hotel Lake View, on ell i la seva esposa van estar allotjats quan estaven de vacances. Aquí, troba un videocasset de la pel·lícula, que va filmar. El protagonista recorda que la seva esposa no va morir per una malaltia, sinó pel fet que ell mateix la va escanyar amb un coixí. En aquest moment, el text desapareix de la carta. Li explica tota la veritat a Laura i la nena es va. En una de les habitacions, James troba a Angela, qui li confon amb la seva mare. En adonar-se que estava equivocada, ja no vol viure i puja les escales, envoltada de centelleigs de foc que cremen al protagonista i no li permeten seguir-la. James després veu a dues Pyramid Head que maten a Mary, prostrada en un llit. Llavors entén que ells van aparèixer per castigar-li pels seus pecats. Els monstres se suïciden ficant-se llances en el coll. Després d'això, la carta desapareix. James arriba al sostre de l'hotel, on, depenent de les diverses accions del jugador, es troba amb María o Mary.

### Finals
El joc presenta 6 finals diferents. Obtenir un final o un altre depèn d'una sèrie de factors: què tant temps va estar en James amb la María, si va rebre danys dels monstres, si el protagonista va visitar l'hospital, si el jugador va escoltar el diàleg final de la Mary a l'hotel fins al final, si es va guarir amb farmacioles de primers auxilis i ampolles amb fluid curatiu, si el protagonista va llegir el diari en el sostre de l'hospital, va examinar el ganivet d'Angela, va completar el joc abans, va trobar articles especials de recerca, etc.
Segons els cànons oficials, cap dels finals és oficial. Cadascun d'ells forma una història completa, i solament les accions del jugador afecten la percepció final dels esdeveniments. Guy Cihi, que va interpretar al personatge principal, que va preferir el final de «Deixar», ja que triaria aquesta destinació. No obstant això, també va afirmar que «aquest és un tipus de mur que he voltat per mantenir la meva tranquil·litat. La majoria de vostès ja saben que el final 'En l'aigua' és molt més acceptable i complet. De fet, és bell». L'actor ho va vincular amb la pràctica japonesa shinju, que en essència era l'assassinat familiar, freqüent al Japó com una forma de desfer-se de la vergonya. «Ara estic llest per admetre que el final de 'A l'aigua' és realment ... canònic». Al mateix temps, Cihi va prendre el final «Gos» molt mal: durant el procés de producció, es va negar a participar en la seva creació. Va ser un final còmic tradicional que va canviar l'estat d'ànim del joc. L'equip tenia una caixa especial en la qual tots podien respondre a la pregunta: «quin és la raó de les rareses de Silent Hill?» Entre les respostes van arribar les següents declaracions: «Conspiració extraterrestre», «Perquè el sol brilla massa», «Pel gos».
- «A l'aigua»: en James es troba amb la María disfressada de la Mary. Ell li diu a la María que ja no la necessita. Ella es converteix en un dimoni i ataca al protagonista. Després de la batalla, en James està prop de la Mary ficada al llit en el seu llit. Es disculpa pel que va passar. Ella li diu que volia morir perquè el dolor s'aturés. Li perdona i li lliura una carta. Després li dona un atac de tos i es calma. Ell pren el seu cos, puja al cotxe i condueix al llac Toluca.[56][69] Decideix suïcidar-se per estar amb la seva esposa després de la mort.[64]
- «Deixar»: en James es troba amb la María disfressada de la Mary. El protagonista li diu que ja no la necessita i vol acabar amb aquest malson. Ella, al seu torn, vol prendre el lloc de la Mary, però al final comprèn que ell també mereix la mort. En matar-la, James apareix al costat de la Mary ficada al llit en el seu llit i es disculpa pel que va fer. Li diu que l'odiava i que volia recuperar la seva vida. La Mary pregunta per què en James està tan trist si les seves paraules són certes. L'esposa vol que ell segueixi vivint, li dona una carta de comiat i després mor. Al final, el protagonista juntament amb la Laura, abandonen la ciutat a través del cementiri, darrere d'escena de la Mary llegeix la carta en veu alta.[56][64][69]
- «María»: en James es troba amb la Mary. Ella li condemna per tot el que ha fet, es converteix en un dimoni i li ataca. Després que ell mata a la seva esposa per segona vegada, torna al terraplè prop del llac. María se li apropa i est li convida a deixar Silent Hill junts. La noia li dona a James una carta de la Mary, en la qual li perdona i li dona permís per començar una nova vida. En el seu camí cap a l'automòbil, María comença a tossir.[56][64][69]
- «Renaixement»: James es troba amb María disfressada de la Mary i li diu que ha acabat. Després de la batalla final, el protagonista juntament amb el cos de la seva esposa, navega amb un bot en el llac Toluca cap a l'illa on es veu una església. És a punt de realitzar un ritual fosc per ressuscitar la María.[56][64][69]
- «Gos»: en James entra en una habitació equipada amb computadores. Un gos està assegut en una cadira, movent les palanques. Ell exclama en japonès: «Així que vas ser tu!». El protagonista cau, mentre el gos corre cap a ell i comença a llepar-li la cara.[69][70][71]
- «OVNI»: una gran quantitat d'ovnis volen fins a una habitació d'un hotel. En James coneix en Harry Mason, el protagonista del primer joc de la sèrie. En Harry li pregunta si ha vist alguna vegada a una nena de poca alçada amb cabell negre. En resposta, aquest pregunta si havia conegut a la seva esposa Mary. Llavors un extraterrestre ataca a James, i ells, juntament amb en Harry, ho porten a la nau i es van volant.[70] El final està disponible solament en versions especials del joc.[37][72]

### Nascut d'un desig
«Nascut d'un desig» és l'escenari secundari del joc. La història comença poc abans de la reunió de María i James al parc Rosewater. Després de despertar-se a Heaven's Night, María, sense adonar-se del que succeeix, omple d'ansietat i solitud, comença a pensar en el suïcidi. Surt del lloc i acaba en una mansió local on escolta la veu del seu amo, Ernest Baldwin. No deixa entrar a ella a l'habitació en la qual es troba i li parla a través d'una porta tancada. Ernest li demana que li porti una ampolla d'oli blanc requerit per al ritual de la unció santa. El ritu pot ressuscitar a la seva filla Amy, qui accidentalment va caure per la finestra. Després de complir amb aquesta sol·licitud, est adverteix a María sobre James, a qui crida un «home dolent». Després que ella entra a la cambra, descobreix que està buida i que no hi ha ningú. Novament té pensaments suïcides, però al final, María decideix trobar a James.

### Personatges
Solament hi ha sis personatges en el joc i cadascun va acabar en Silent Hill per una raó. Un sentiment de culpa els atreu a la ciutat, i la seva destinació es decideix aquí. L'equip de desenvolupament volia que el protagonista fos «un reflex del mal» contra el qual Harry Mason va lluitar. Varis d'ells després van aparèixer o van ser esmentats en altres videojocs de la sèrie. El protagonista de Silent Hill 4, en Henry, creia que el fill del superintendent Frank Sunderland, el presumpte pare d'en James, va desaparèixer fa dos anys amb la seva esposa. Walter Sullivan, presentat en un article periodístic com l'home que va matar a dos nens i després es va suïcidar, serà el principal antagonista a The Room. En James va tenir un petit cameo a Silent Hill: Shattered Memories, juntament amb Angela a Silent Hill 3, amb la Laura i la Mary a Silent Hill: Downpour. En l'etapa de producció, un dels personatges hauria de semblar una persona lletja sense rentar-se que no havia vist la llum del dia, però aquesta idea no es va desenvolupar.
- James Sunderland: és el personatge principal del joc. Té cabell ros i ulls verds. El protagonista va treballar com a empleat en una petita empresa. Per naturalesa, és callat i no gaire parlador. Estimava molt a la seva esposa[69] i vi a la ciutat a buscar-la.[82] A causa del buit emocional, estava en un estat de duel constant.[83] La carta que va rebre va ser solament una imaginació. Per alliberar-se de la càrrega de cuidar a la seva esposa malalta i alliberar-la del seu malestar, va matar la Mary amb les seves pròpies mans. No obstant això, en James no podia admetre el seu pecat i, immers en els seus propis deliris va ser a Silent Hill.[73] La seva destinació no està completament definit: en diversos finals de la trama, pot suïcidar-se, abandonar la ciutat com una persona que accepta la realitat o seguir vivint en il·lusions.[64] En les etapes inicials del desenvolupament del joc, posseïa dues personalitats: «Joseph» i «James», però aquesta idea finalment no es va realitzar. El nom de Joseph va ser pres del presumpte Jack l'Esbudellador.[73] El cognom de Sunderland pot traduir-se aproximadament com «haver perdut contacte amb la realitat».[59] En la versió original la veu en anglès va ser feta per Guy Cihi, en la reedició en alta definició per Troy Baker.[84][85][86] Guy va descriure al seu personatge com una persona comuna i corrent amb una gran tragèdia, amb tant dolor concentrat en el seu interior que no pertocava per a la supervivència.[62] Segons ell, en James, malgrat la seva amabilitat i afecte, estava molest. Només va ser víctima de les circumstàncies.[67]
- Mary Shepherd-Sunderland: l'esposa d'en James, una mestressa de casa. És una dona amable, intel·ligent i bella.[69] Silent Hill, ciutat que va visitar amb el seu espòs, es va convertir en un lloc de records agradables per a tots dos.[73] Durant la malaltia, la Mary es va tornar capritxosa, irritable i periòdicament va caure en la inconsciència.[69] En diferents finals ella pronuncia diferents monòlegs. La seva mort tres anys abans dels principals esdeveniments del joc va ser solament una il·lusió d'en James.[73] De fet quan la seva condició va deteriorar, encara seguia viva la setmana abans de l'aniversari de la Laura. Els desenvolupadors van retenir la possibilitat que el cos de la Mary estigués en el cotxe d'en James.[87] Porta el nom de Mary Kelly, una de les víctimes de Jack el Destripador.[59][73] En la versió original del joc va ser interpretada per Monica Hogan, en la reedició per Mary Elizabeth McGlynn.[20][84] Monica va recordar que la mort prematura de la seva mare va influir en el seu paper.[88]
- María: és una dona de vint-i-cinc anys. Intel·ligent i enèrgica, en alguns punts massa impulsiva.[69] Ella és molt similar a la Mary, encara que les seves personalitats i gustos en roba són completament oposats. Per diverses raons, acompanya a James. També és una il·lusió del protagonista, un producte de la seva consciència que va sorgir a causa de la incapacitat de resistir la gravetat del seu propi crim. El seu prototip era una ballarina del club Heaven's Night.[73][89] María va ser creada per les forces de la ciutat. Segons els crítics de videojocs, era tot el que el protagonista volia veure en la seva esposa. Al llarg de la història se li insinua a James.[69] Les constants aparicions de Pyramid Head i els seus repetits assassinats a María, són perquè recordi la mort de la seva esposa i que se senti culpable.[58] En la primera versió del guió, ella també tenia dues personalitats: la primera «Mary», la segona, un derivat del primer nom, «María».[73] Ambdues es van convertir en una espècie d'experiment sobre l'entreteixit d'Eros i Tànatos en la història principal.[68] María va ser interpretada per les mateixes actrius de Mary.[20][84] Monica Hogan va descriure al seu personatge com una dona que usa hàbilment les seves debilitats. Va afirmar que ella no és plana, sembla vulnerable i, no obstant això, pot ser freda, calculadora i extremadament perillosa, fins i tot mortal.[90]
- Angela Orosco: noia de dinou anys que va venir a Silent Hill per trobar a la seva mare.[69] Ella té cabell fosc i ulls marrons. En el joc, Angela apareix com una estranya, deprimida, trista, tancada, desorientada i constantment prostrada. La seva vida està plena de sofriment i abús, que va haver de suportar des de la infància. Incapaç de suportar la violació del seu pare, Thomas Orozco, ella el va matar.[14][69] El seu nom va ser pres de la protagonista de la pel·lícula The net (La xarxa), Angela Bennett, interpretada per Sandra Bullock.[59] El nom en si significa «Àngel» i està molt estès a Llatinoamèrica. Aquest fet parla a favor del fet que la noia és una emigrant.[73] Els crítics van concloure que el final suïcida d'Angela és bastant lògic.[69] Va ser interpretada per Donna Burke en la versió original i Laura Bailey en Silent Hill HD Collection.[20][84] Burke també va interpretar a Claudia en Silent Hill 3 i en comparar els seus personatges, va afirmar que des del punt de vista de l'actuació, el paper de la cap de la secta era més interessant. En la seva opinió, Angela, malgrat el dolor que experimentava, encara li esperava una mica millor.[91]
- Eddie Dombrowski: un ingenu jove maldestre que treballava en la gasolinera a temps parcial.[92][73] Ros amb ulls grisos.[69] A causa de la seva complexió, sovint es burlaven d'ell. A pesar que normalment és bastant passiu, també té un costat propens a la violència. La ira i la frustració d'Eddie van culminar quan, en un atac d'ira, va matar a un gos i li va disparar al seu amo. Durant la persecució policial, va començar a sentir-se culpable.[73] Constantment busca excuses per les seves accions. Molt nerviós, en una conversa, pren una posició defensiva i pensa que ho ofenen. Segons els crítics, els assassinats van ser una prova per a ell, un fet d'autoafirmació. No veu monstres, sinó persones que riuen d'ell. Com a resultat, es converteix en una víctima.[69] En la primera versió del guió, el personatge era molt divertit, però al final la seva personalitat va canviar per complet. Porta el nom del comediant nord-americà Eddie Murphy.[59][73] Va ser interpretat per David Schaufele en la versió original, i Liam O'Brien en la reedició.[20][84] Per a Schaufele el seu personatge era una reminiscència de la pel·lícula Psicosi.[93]
- Laura: una òrfena de vuit anys tossuda i obstinada.[94] Sato va decidir retratar al personatge no com una angeleta, sinó com una nena astuta.[68] Ella té cabell ros i ulls blaus.[69] Estava al mateix hospital que Mary i la va voler tant com la seva pròpia mare.[73] Omple de retrets i malícia a James.[69] És l'única de tots els personatges que no té foscor en el seu cor. Per a ella, la ciutat sembla normal, no veu ni monstres ni a María.[73] Segons els crítics, Laura és el personatge més innocent del joc, que és la personificació de la veritat, inaccessible per a altres actors.[69] El seu nom va ser pres del llibre documental No Language But a Cry de Richard D'Ambrosio.[73] Va ser interpretada per Jacquelyn Breckenridge.[84][d] Jacquelyn creia que el seu personatge era infantil, però al mateix temps és astuta i pot manipular a les persones.[95]

## Desenvolupament

### Creadors
Silent Hill 2 va ser desenvolupat per Team Silent, una subdivisió de Konami Computer Entertainment Tokyo. L'etapa inicial va començar al juliol de 1999. El concepte de la història va ser format pel director de CGI Takayoshi Sato. La part principal del guió va ser escrit per Hiroyuki Owaku, mentre que Sato va fer els diàlegs dels personatges femenins. La decisió de desenvolupar una seqüela va ser per raons financeres, ja que el primer joc va ser comercialment reeixit, i en part per intencions creatives, malgrat les dificultats que l'equip va enfrontar per crear el videojoc.
El productor Akihiro Imamura va seguir tots els comentaris sobre el joc original i els va tenir en compte per Silent Hill 2. Va dir que un total de cinquanta persones van treballar en la seqüela: tot l'equip creatiu que va crear Silent Hill, i trenta persones que van ser transferides de Konami Computer Entertainment Tokyo. Sato va assenyalar que, en la seva major part, els artistes i programadors que formen part de Team Silent eren principalment mestres del seu ofici que van créixer sense cap joc de computadora. En la seva opinió, aquesta circumstància va permetre proporcionar al jugador un producte d'una qualitat diferent. En la producció de la versió original, van participar set actors de veu, que van ser seleccionats de cinquanta persones que van passar audició. Konami va posar al videojoc com el seu projecte principal el 2001. Silent Hill 2 va ser editat per a PC per Creature Labs, i el desenvolupament de l'edició HD va ser realitzat per Hijinx Studios.

### Disseny tècnic
Silent Hill 2, com el primer joc, pertany al gènere del survival horror psicològic. Els desenvolupadors es van centrar en la trama, a diferència de Silent Hill, en el qual la jugabilitat va ser el principal. El sistema de maquinari de PlayStation 2 va permetre a l'equip millorar l'animació, els moviments dels llavis, els efectes de boira, la visualització d'ombres i l'aparença visual general. Per exemple, quan un monstre s'apropa, si és il·luminat per la llanterna, la seva ombra en la paret augmenta. En triar l'angle de la càmera virtual, Team Silent va intentar trobar un equilibri entre la visió creativa i la comoditat per part del procés del joc.
Silent Hill 2 compta amb gràfics que es reprodueixen aproximadament a 30-40 imatges per segon. El motor del joc admet una resolució de fins a 1600×1200 píxels. El joc conté tant prerenderitzats com a FMVs d'uns 10 minuts, i vídeos en temps real d'una durada aproximada de 30 minuts. El menú gràfic li permet habilitar l'opció de soroll, que és l'efecte d'una pel·lícula antiga. Els desenvolupadors estaven orgullosos d'aquesta característica, van assenyalar que buscaven transmetre la menor imatge poligonal possible. Un augment en la resolució i l'efecte de soroll va ajudar a emmascarar els defectes de textura. La versió en PlayStation 2 té opcions de control per a 2D i 3D.
L'edició per a PC de Silent Hill 2 admet sistemes d'altaveus de 5.1 i 7.1, i la tecnologia S-FORCE es va integrar a la versió per PlayStation 2, que van crear un so envolupant en utilitzar altaveus estèreo convencionals. En Silent Hill 2, hi ha una varietat de efectes de so, inclòs els tridimensionals, dels quals hi ha més de cinquanta, que van des de tot tipus de crits i fins al cruixit de cristalls trencats. Alguns d'ells van ser gravats en freqüèncias altes o baixes que no es poden escoltar. Hi ha al voltant de dos-cents sons del protagonista. Segons els desenvolupadors, juntament amb la música van crear una atmosfera increïble. L'enginyer de so creia que els sons utilitzats a Resident Evil eren tan comuns que la gent estava «acostumada a escoltar-los». Per a aquesta seqüela, va tractar de crear alguna cosa que sorprengui a l'oïdor i desafiï la seva imaginació. Haurien de causar una reacció física en els jugadors. Yamaoka també va assenyalar repetidament que el silenci també és un so.
Per al llançament de Silent Hill HD Collection es van realitzar millores visuals significatives, es reemplaço les textures obsoletes i la il·luminació. La resolució del joc va augmentar a 720p. Un nou sistema de so, es va implementar la banda sonora i el so de suport 5.1. Malgrat els nombrosos retards en la producció de la compilació i el període de desenvolupament total de més de dos anys, després de la publicació de la col·lecció, es van observar moltes deficiències: sota rendiment, problemes amb la sincronització i el so. El pedaç del 21 de març de 2012, va actualitzar l'edició HD a la versió 1.01 i destinada solament a PlayStation 3. No obstant això, després de la seva instal·lació, les congelacions periòdiques, els errors en les cinemàtiques i les textures van romandre sense canvis. Els representants de Konami van suggerir que els jugadors contactessin a suport tècnic per resoldre problemes. El següent pedaç va aparèixer l'11 de juliol; va corregir tot el relacionat amb la velocitat de fotogrames, la sincronització de veu i la visualització de boira. Es va planejar originalment un pedaç similar per Xbox 360, però el 8 d'agost de 2012 Konami va anunciar que el seu llançament va ser cancel·lat a causa de «problemes tècnics».
| «                                                                         | «La misèria, […] massa fosca, la boira discreta, […] és solament un malson». | » |
| — Comentaris de Masahiro Ito sobre els canvis gràfics en la reedició d'HD |                                                                              |   |

La raó de la gran quantitat d'omissions va ser que Konami va perdre els materials originals del segon i tercer joc, i Hijinx Studios va treballar amb una versió beta de l'assemblatge del codi original. Per tant, l'equip va haver de bregar amb tots dos errors relacionats amb la portabilitat, i amb altres descuits que alguna vegada van ser corregits per Team Silent. Molts components, van incloure textures i arxius de so, van ser presos de versions compilades del joc.

### Producció
La versió original del guió va ser reescrita radicalment dues vegades. En les primeres etapes de Silent Hill 2, Team Silent no es va basar en les normes ètiques de la Computer Entertainment Supplier's Association, però més tard va haver d'adequar-se a les regles de l'organització. Després, els desenvolupadors van consultar amb el comitè abans d'agregar fragments controvertits al joc. Sato estava preocupat que el seu equip pogués «anar massa lluny», però creia que certs episodis eren necessaris per explicar els esdeveniments de la trama. Altres escenes es van suavitzar, com l'episodi de vòmits, acompanyat d'un efecte de so extremadament esborronador. La computadora en la qual es va gravar aquest fragment es va avariar tres vegades. Es van perdre un total de 18 GB de material, i Sato ho va considerar un missatge diví. La contribució d'Akira Yamaoka no es va limitar a crear acompanyament musical. Sovint va expressar la seva opinió sobre el joc, segons les seves paraules: «... fins a tal punt que vaig posar nerviosos a tots». Com a resultat, moltes de les seves idees van ser rebutjades, i algunes van aconseguir el llançament de forma modificada. En particular, l'assassinat de Mary i el suïcidi de James, una de les escenes més inquietants de Silent Hill 2, en la seva major part «van romandre darrere d'escena». Almenys un d'aquests fragments va ser molt més dur. Llavors, els fanàtics van trobar bandes sonores alternatives que se suposava que acompanyarien a la mort de Mary, sonen com a crits esmorteïts, en lloc de silenci, que van arribar a l'última versió.
L'estudi va decidir no usar escenes de violència massa explícites en el joc. En els episodis de violació, no van aparèixer genitals visibles. En l'etapa de censura, Team Silent estava més preocupat per la maledicció pronunciada per un dels personatges i la qüestió d'escriure la paraula «déu» amb majúscula o minúscula que el suïcidi del protagonista. En algunes situacions, els desenvolupadors no van acceptar un compromís. Com va recordar més tard el consultor de l'equip creatiu i director Jeremy Blaustein, «aquests tipus no eren tímids. Van fer exactament el que volien fer».
Jeremy va localitzar el text escrit per Owaku, va determinar com sonarien les rèpliques en anglès, qui les pronunciaria amb quina entonació. El doblatge en anglès va estar present en les versions nord-americana i japonesa del projecte, per la qual cosa el tàndem d'Owaku i Blaustein va proporcionar la major naturalitat del discurs. El guió es va corregir si la frase traduïda en anglès sonava estranya o no responia a una traducció adequada. No obstant això, fins i tot amb l'ajuda d'Hiroyuki, la localització es va complicar pel ric simbolisme de la trama i la no linealidad del procés en el seu conjunt. Segons Jeremy, la personalitat del guionista, a qui va descriure com un tipus molt tancat i callat, sense dir el que pensa, era totalment coherent amb l'esperit del joc.
Es van dibuixar molts esbossos per a cadascun dels personatges, inclosos perfils de diferents costats, que demostren la forma del crani. Després d'això, es van desenvolupar models de marc de filferro, cadascun dels quals contenia 6 mil polígons. El següent pas va ser arreglar les textures. Per primera vegada en la sèrie, es va utilitzar la tecnologia de captura de moviment, que requeria moviments plàstics i el discurs correcte dels actors. Com la captura de moviment no va proporcionar una bona qualitat de so, el text es va llegir en l'estudi d'enregistrament. Les dades obtingudes després de la captura de moviment ho van editar en Autodesk Softimage. Quan la informació va passar per la visualització en 3-D, els desenvolupadors van planificar moviments, van arreglar l'animació, van crear il·luminació, van col·locar càmeres i van començar a renderizar les escenes.
Guy Cihi va arribar a l'audició per accident. La seva filla es va presentar per al paper de Laura, mentre Guy que l'acompanyava, va estudiar el guió que havia trobat en la taula auxiliar del saló i li va demanar permís a Jeremy Blaustein per llegir els comentaris de James. Blaustein va estar d'acord i uns mesos més tard, li va anunciar per telèfon que va obtenir el paper. La seva filla va aprovar la participació del seu pare en el projecte. L'actor va aconseguir acostumar-se fàcilment al paper del seu personatge. Va cridar al processo catarsi a causa que es va divorciar de la seva esposa poc abans de començar els enregistraments. El va dir:
| « | «Podria transmetre fàcilment llàgrimes i tristesa quan fos necessari. Amb el meu ex, vaig passar per l'infern i de vegades estava a la vora del suïcidi. Si no fora pels meus fills, no estic segur d'haver-ho fet. No vaig poder acceptar la idea de deixar-los sols amb ella […] Vull dir que quan els directors de Silent Hill 2 em van demanar que expressés el meu dolor de cor, tot el que vaig haver de fer va ser treure alguns foscos records, i la tristesa estava amb mi una altra vegada». | » |

Tots els actors van interpretar els seus papers en viu en l'escenari amb diverses càmeres, un equip i directors. Les càmeres eren de tres tipus: ordinàries, magnètiques i làser. Les càmeres ordinàries van registrar expressions facials, i la resta es va utilitzar per a captura de moviment. L'actor va qualificar l'escena més difícil com un petit episodi en el qual va aixecar el cos de Mary del llit de mort, després es va girar i l'hi va portar. No obstant això, sentint emocions, Guy no va poder aconseguir la velocitat d'acció desitjada. La propera vegada va aplicar una tècnica escolar i va actuar correctament en la segona presa. Solament va tenir 4 dies per preparar-se, mentre que els enregistraments van durar 4 mesos. Va prendre diversos dies gravar escenes de caminar, córrer i morir. Guy va qualificar el treball en el lloc com a emocionant, però esgotador. Inicialment, no sabia com acabava el guió. Part de la seva obra es va inspirar en el treball de l'actriu Greta Garbo. Jeremy creia que l'episodi en el qual Mary llegeix l'última carta va ser el més emotiu del joc. Mónica Horgan es va posar a plorar després de l'enregistrament d'aquesta escena. Aquest fragment va ser gravat una sola vegada.
David Schaufele, com a amic de Guy, va assistir a l'audició amb la seva filla. Ell, entre altres vint actors, van fer l'audició per a dos papers al mateix temps, però el paper d'Eddie li va semblar molt més fàcil. Volia canviar algunes característiques del seu personatge, però als dissenyadors japonesos no els agradava tal improvisació i experimentació. Tenia un fragment del guió amb solament rèpliques del seu personatge, per la qual cosa va ser difícil per a David obtenir una imatge completa. En representar els monstres, no tenia idea de com es veurien i sonarien. En una etapa primerenca de la producció, li van donar un esbós del personatge i exemples de descripcions, per exemple: «Veu per la porta», «Escoltes un soroll. Posseeixi i mira a la teva al voltant» i així successivament.
Para quan va començar el projecte, Jacqueline Brackenrage ja hi havia estat involucrada en la veus de personatges en programes de televisió. Va recordar com va entrar a la gran sala on estava assegut un grup d'homes. Un d'ells, Jeremy, es va apropar a l'actriu i li va demanar que saltés sobre la seva esquena, li copegi amb els seus punys i cridi: «T'odio!», l'audició de Jacqueline va ser reeixida. Els desenvolupadors van preparar a la jove actriu per al seu paper d'una manera especial. En una escena, li van demanar córrer darrere d'algú, tancar l'armari i després riure. Va ser molt més tard quan ella va descobrir que en aquest episodi estava tancant a James en una habitació un a un amb un monstre. Els directors van ser extremadament acurats i van intentar protegir al nen de qualsevol informació inadequada. Sobretot, a l'actriu li va agradar la captura de moviment: va haver de córrer, escalar parets i caure sobre estores amb un vestit especial.
La cara de Guy va ser eliminada del documental sobre la creació del joc. Konami no li va informar a l'actor sobre la producció d'aquesta pel·lícula, i posteriorment va parlar desagradablement sobre els caps de la corporació. Després de l'anunci de Silent Hill HD Collection, l'editor va demanar a tots els actors que signessin els documents necessaris en retrospectiva. No obstant això, Guy va sentir que Konami li devia regalies per tornar a publicar el joc, ja que solament li va concedir permís per usar la seva aparició en la versió original de PS2 de Silent Hill 2. En resposta, l'editor va dir que l'edició HD es llançarà amb noves veus d'altres actors i que el pagament de tarifes addicionals per a Guy no es realitzarà. En una entrevista, Baker va declarar que no s'ha d'exposar als propis ocupadors als atacs, i que Guy no es va oferir a participar en el projecte, va anar solament culpa seva. Mary Elizabeth McGlynn creia que van aconseguir aportar una mica de naturalitat al seu treball, i esperava que els fanàtics poguessin acceptar la nova versió del joc. No obstant això, les veus actualitzades van causar una reacció negativa entre els fanàtics de la sèrie. Al final, Guy es va contactar amb els productors i va signar solemnement els documents amb els seus col·legues. Com a resultat, el rellançament va admetre les dues versions.

### Concepte
El concepte del joc va ser construït al voltant d'un nou tipus de por per a la sèrie. En Silent Hill 2, les pors instintius són causats pel fet que el jugador no veu el perill, encara que sap que hi ha algú a prop. Imamura va informar que si un jugador entenia de certa manera que alguna cosa estava a prop, causaria una sensació més forta que si simplement estigués espantat. Masahiro Ito volia transmetre emocions no solament visualment, sinó també mental i espiritualment. El temor en el projecte va ser el resultat d'una seriosa sessió de pluja d'idees. Takayoshi Sato va dir:
| « | «L'horror ha de travessar els cors de les persones. […] I per fer això, necessites exposar les emocions humanes i la seva motivació per despertar el desig de viure. Tots estan preocupats per dues qüestions: sexe i mort. Tots els dies. I si volem espantar o sorprendre als usuaris, llavors hauríem de pensar seriosament en aquests dos temes». | » |

Team Silent va intentar agregar l'erotisme a qualsevol mort. Això es va expressar en els monstres. Per exemple, les infermeres mortes estaven vestides amb faldilles curtes i una túnica amb un escot baix, el maniquí consistia solament en cames, Pyramid Head va violar a unes criatures. El concepte es va reflectir en la dualitat de María. En ell, un fred gelat, com la mort, va ser reemplaçat per sensualitat. L'episodi més significatiu, que expressa clarament aquests postulats, va ser l'escena a la presó. Suguru Murakoshi va explicar que en aquest passatge, María parla amb James, però al mateix temps li recorda a Mary. Se suposava que aquest lloc confondria als jugadors i els faria pensar que tal vegada ella és Mary. En general, en tots els altres episodis, María és atractiva, però en aquesta escena, Murakoshi va tractar de reduir el seu atractiu natural. Al final, María, interpretant a Mary, és una altra vegada ella mateixa. La seva veu i postura es tornen més sensuals. Ambigüitat emocional similar agregada a l'horror de la poesia.

### Simbolisme i anàlisi
El joc incloïa molts elements «estranys» i psicològics. Aquests inclouen forats simbòlics, quadrats vermells, lletres que desapareixen, senyals de tràfic d'una ciutat abandonada, circumstàncies d'una pistola, monstres al món real, estructures poc realistes d'edificis, etc. En la Societat Històrica, el protagonista descobreix els anomenats «forats», que també inclouen llargues escales que condueixen cap avall i passadissos verticals. James creua diverses vegades a través d'ells com si alguna cosa tirés d'ell. Passadissos i portes inusuals en el pis indiquen que el món vist pel protagonista és irreal. Aquests forats simbolitzen l'abisme que es va obrir en el seu cor. Són volguts en les profunditats de l'ànima. Amb la seva ajuda, el protagonista entra al seu propi món subconscient i reconeix el crim comès. Els forats atreuen a aquelles persones en els cors de les quals s'oculta la foscor.
Dos símbols de la sèrie van actuar com a dispositius visuals: boira i foscor. El propòsit del seu ús és espantar al jugador. Oculten l'horitzó, limiten el camp de visió, difuminen el límit entre el cel i la terra, creant una línia borrosa entre el somni i la realitat. La boira es pot percebre com els pensaments dels morts, que s'eleven des del fons del llac i s'estenen segons Silent Hill. Una altra característica, l'efecte de soroll, crea una atmosfera i intensifica amb el desenvolupament de la història. L'angle en el qual se situa la càmera virtual reflecteix l'estat mental dels personatges que participen en l'escena. En el joc, James troba una arma de foc en un carret de compres. Aquesta circumstància és una sàtira sobre la societat nord-americana.
Els antecedents del projecte es basen en el principi d'atracció i fàstic. Semblen bastant estranys i repulsius, segons Team Silent, contenen una part d'encant i tenen un gran impacte en l'atmosfera. El director d'art volia crear alguna cosa que realment molestés als jugadors, al mateix temps que els atreia. En dissenyar el fons en Silent Hill 2, Tsuboyama va utilitzar fotografies de vàters reals. Tots els altres antecedents també es basen en aquest principi. L'exterior se suposava que havia de crear la sensació de que la ciutat és més del que un espectador extern podria imaginar. Les seqüències de certs espais i locals haurien d'haver causat al jugador una sensació d'aïllament. Al començament del joc, els desenvolupadors deliberadament van fer el camí al llarg del pendent a través del bosc fins al cementiri massa temps, de manera que els jugadors tenien la sensació de que el protagonista ja no tornava.
En l'etapa de desenvolupament del projecte, les pintures van agregar molts elements al joc que són invisibles a primera vista. Aquests inclouen un cadàver, d'esquena a l'audiència, situat en un edifici residencial enfront d'una televisió amb interferència de transmissió. El jugador pot no entendre qui és, però en realitat el cadàver és el propi James. La mateixa cara, el mateix model estructural poligonal. Aquesta imatge va ser un reflex de la imaginació del protagonista. El vestit del maniquí, en el qual el jugador troba una llanterna, també té la seva pròpia implicació semàntica. Aquest abillament pertanyia a Mary. Tots aquests detalls misteriosos es van unir per formar el fons, ideal per crear un sentiment de solitud.

### Influències
L'estil artístic del joc es va formar sota la influència de les obres de David Cronenberg, David Fincher, Alfred Hitchcock, Adrian Lyne, Andréi Tarkovski; artistes com Francis Bacon, Rembrandt i Andrew Wyeth, així com l'escultor Hans Bellmer. Akihiro Imamura va declarar que l'estil de treball de David Lynch va influir en Silent Hill 2. El joc i la pel·lícula Carretera perduda tenen molt en comú. Ambdues històries es basen en l'assassinat del protagonista de la seva esposa, la pèrdua de records i al·lucinacions. Les dones fatals, que són còpies de les dones mortes, creades per la imaginació dels protagonistes, tenen un paper important en ells. Tant en el videojoc com en la cinta van aparèixer motius sexuals, un personatge moribund anomenat Eddie, una presó, un videocasset i un anàleg de Pyramid Head: una persona misteriosa amb una càmera de vídeo que destrueix la il·lusió creada. De la pel·lícula Vellut blau va ser pres una escena en la qual el protagonista s'amaga en l'armari. Els punts de guardar en forma de fulles de paper vermell també són una referència al llargmetratge.
La trama es va inspirar en la novel·la Crim i càstig de Fiódor Dostoievski. Indirectament, el projecte va ser influenciat per Tomb Raider, Alone in the Dark, el primer Silent Hill i el manga Buzz de Daijiro Morohoshi. El final de la pel·lícula Betty Blue de Jean Jacques Beineix, que explica sobre el fort amor del jove per la seva boja núvia, que està morint lentament, també va influir en la narrativa. Hiroyuki Owaku va escriure que la bombeta en una llauna, que apareix en un dels trencaclosques, es va inspirar en la pel·lícula animada Něco z Alenky de Jan Švankmajer.
Si en James, equipat amb una motoserra, es queda immòbil davant un enemic derrotat, aixecarà la seva arma sobre el seu cap. Aquesta és una referència al personatge Ash Williams de la pel·lícula Possessió infernal de Sam Raimi. Els crítics també van notar l'impacte de les pel·lícules Ringu, Hellraiser, Seven, La taronja mecànica, Amenaça a l'ombra, El projecte de la bruixa de Blair, Event Horizon, la sèrie Twin Peaks, al director George Romero i La boira de Stephen King. El contingut del lliuro «Cerimònia sagnant», que es troba en Silent Hill 2, fa ressò dels rituals dels maies i asteques.
Els tretze carrers de Silent Hill, que s'indiquen en el mapa en el segon i tercer joc de la sèrie, porten el nom d'escriptors. Aquests inclouen l'autor de fantasia Robert Nathan, el dramaturg David Wiltse, l'escriptor de novel·les de misteri de David Lindsay, el novel·lista de detectiu policíaco Andrew Vachss, especialitzat en el suspens psicològic, David Martin, de suspès ciència-ficció William Katz, els autors del realisme màgic Jonathan Carroll, Lawrence Sanders, Richard Neely, Thomas Harris, John Saul, Ronald Munson, Ruth Rendell, John Sandford i Keith Reid. Es creu que Angela es va convertir en el prototip del personatge Maia de la sèrie de anime Elfen Lied.

### Disseny de personatges
Takayoshi Sato, dissenyador de personatges, va passar nou mesos a San Francisco estudiant la vida quotidiana dels ciutadans, especialment la seva forma de caminar i la seva aparença, fins a l'estructura òssia d'un típic rostre nord-americà. Aquesta experiència es va utilitzar en el desenvolupament dels personatges principals. Els desenvolupadors van informar que en James, malgrat ser el personatge principal, no va tenir un paper clau en el projecte. María és una dona encantadora que encarna l'ambigüitat de Silent Hill 2. Segons Team Silent, la seva dualitat emocionant evoca molt més interès que els trets d'altres personatges. Sato va atribuir aquest interès al fet que María era una dona perfecta. Ella no té una sola arruga, ni una sola característica dolenta, però al mateix temps, l'ideal no pot ser estimat. Tant des d'un punt de vista visual com a tècnic, va tractar de donar-li realisme. María té debilitats, però les usa hàbilment, presumeix del seu ventre nu amb una faldilla vermella, un suèter curt i botes. Ella és bruna, però en el color del seu cabell hi ha tons vermells i blancs. En les etapes inicials de desenvolupament era més sexual que al final.
Sato creia que el cos no atreu sense una cara expressiva, per la qual cosa el director de CGI es va proposar reviure seva cara. Va intentar retratar expressions facials sexuals davant d'un mirall, després de la qual cosa els seus col·legues van titllar en Takayoshi un pervertit. En l'animació facial, va decidir no recórrer a la captura de moviment, ja que el sistema en aquest moment era imperfecte i solament podia reproduir amb precisió moviments clars. Per aquesta raó, el procés de producció es va realitzar manualment, la qual cosa ens va permetre combinar moltes expressions i triar la seva variació correcta. D'altra banda, la captura de moviment es va utilitzar per capturar els moviments del cos. Monica Horgan va usar postures a les quals un jugador masculí sa no va poder evitar reaccionar. Team Silent va explicar que la geometria dels rostres de Mary i María són la mateixa. La forma del crani, l'esquelet i la musculatura van ser lleugerament diferents. El vestit de María és exactament el mateix vestit de Christina Aguilera en la cerimònia dels premis Teen Choice Awards 1999.
A diferència d'en James, Angela, segons els desenvolupadors, és realment estranya. Els creadors van assumir que la seva edat fluctua al voltant dels 17 anys, però en el joc sembla molt major. Se suposava que el seu rostre havia de transferir emocions. Hi havia alguna cosa aguaitant en l'ànima d'Angela, i Sato ho va mostrar amb trets facials. L'equip del projecte va mirar de fer que Angela semblés més adulta. El mateix s'aplica a la veu, per la qual cosa va ser interpretada per Donna Burke, que en aquell temps tenia uns 36 anys. Els desenvolupadors van pensar que el procés de creació d'Eddie va ser bastant divertit. Akihiro Imamura va declarar que el seu amic és molt similar a Dombrowski. Va prendre prestades les seves característiques, per la qual cosa el personatge sembla maldestre i amb sobrepès. És molt més gruixut que tots els altres personatges; els seus ulls es mouen molt ràpid. Es creu que la jaqueta d'en James és la mateixa d'en Jacob de la pel·lícula L'escala de Jacob. Les inicials dels dos protagonistes també coincideixen: JS.

### Monstres
El joc té uns deu tipus de monstres, inclosos quatre enemics finals. Semblen criatures grotesques i són producte de la consciència del protagonista turmentat per la culpa. El director d'art Masahiro Ito va tractar d'allunyar-se de la imatge dels «monstres de terror» estàndard. En el joc les «bèsties» no tenen banyes ni poders sobrenaturals. En crear les criatures, va ser guiat per la idea de donar als monstres qualitats humanes per evocar un sentiment de llàstima per l'espectador. Els jugadors havien de creure que tots els éssers van ser humans alguna vegada. Els moviments d'alguns d'ells es basen tant en el caminar d'una persona intoxicada com en els intents dels nens petits de gatejar. Masahiro va dibuixar sota la inspiració del seu artista favorit, el pintor irlandès Francis Bacon.
Cadascuna de les criatures té un cert simbolisme. Per tant, una figura de mentida, que pot llançar uns fluids verinosos i moure's estirat a terra, personifica al pacient retorçant-se en agonia i és una manifestació del sofriment d'en James. En els primers esbossos, el monstre portava botes vermelles i podia menjar cadàvers. En altres variacions, la part superior del cos del monstre estava embolicada en tela, la qual cosa hauria d'haver insinuat la rigidesa i l'aïllament. A Ito se li va ocórrer la idea d'aquesta criatura quan va notar que el seu amic, un programador, vestia una camisa teixida amb caputxa: caminava lentament i les seves mans, situades en les butxaques, estaven el més a prop possible del seu cos.
La Bubble Head Nurse ha de portar al jugador a pensar en la Mary, que es trobava a l'hospital. En la primera versió, ella arrossegava una xeringa, en lloc d'una canonada d'acer. La seva aparença és una manifestació de la frustració sexual d'en James. El Mandarí és un símbol de la repressió i el sofriment incomprensible, perquè ell no pot romandre a terra. Un Maniquí, que reacciona a la llum i s'assembla a dos parells de potes connectades en la cintura, encarna la manifestació dels motius naturals i les inclinacions del protagonista. Pyramid Head es considera un reflex d'aquesta part de la consciència del protagonista que comprèn que mereix càstig. També és el costat masculí predominant de la psique d'en James, que genera crueltat i violència. Abstract Daddy té l'aparença de dues figures una femenina i una altra masculina damunt d'un llit i coberts per una manta, on els cossos semblen tenir relacions sexuals. L'orifici situat en el cap de la forma inferior s'assembla a una vagina. Aquest monstre simbolitza el passat d'Angela. Flesh Lips representa la Mary. En la versió anterior, el monstre tenia un tumor en lloc d'una «boca». L'enemic final, la Mary, flota a l'aire i ataca amb tentacles que s'assemblen a una planta enfiladissa. Aquesta criatura és l'encarnació de contradiccions en l'ànima d'en James en relació amb la seva esposa durant els seus últims dies de vida.

## Llançament
Silent Hill 2 va ser llançat per a PlayStation 2 als Estats Units el 24 de setembre de 2001, al Japó va aparèixer tres dies després, el 27 de setembre i a Europa 2 mesos després, el 23 de novembre. Per a l'Xbox, el joc va sortir sota diversos títols. Silent Hill 2: Restless Dreams el 20 de desembre de 2001 als Estats Units, Silent Hill 2: Saigo no Uta el 22 de febrer de 2002 al Japó, Silent Hill 2: Inner Fears el 4 d'octubre de 2002 a Europa. El 2 de desembre de 2002 va ser publicat l'edició per al sistema operatiu Microsoft Windows als Estats Units, i el 28 de febrer de 2003 va aparèixer a Europa la versió per a PC de Silent Hill 2: Director's Cut. En diverses edicions va haver-hi un final addicional i un segon escenari «Nascut d'un desig», que es va desenvolupar originalment com a exclusiu d'Xbox.
Les diferents versions del joc per a PlayStation 2 es van posar a la venda al Japó el 4 de juliol de 2002, el 7 d'agost de 2003 i el 15 de juliol de 2004. Als Estats Units, el llançament d'aquesta variació del joc va tenir lloc l'octubre de 2002, i a Europa el 28 de febrer de 2003. Juntament amb altres jocs de la sèrie, es va convertir en part de la Silent Hill Collection, llançada el 26 d'abril de 2006 a Europa, i en el Silent Hill Complete Set, publicat el 6 d'agost de 2006 al Japó. El joc també està inclòs en la Silent Hill HD Collection, que, a diferència de les edicions anteriors, es va caracteritzar per un component gràfic i suport fragmentats per al sistema de trofeus de PlayStation Network i assoliments d'Xbox Live.
A Rússia, el distribuïdor de la versió de Director's Cut va ser llançada per Soft Club per a PlayStation 2. També va vendre la compilació HD Collection per a les consoles Xbox 360 i PlayStation 3. Els jocs no van ser localitzats i es van presentar completament en anglès. No obstant això, a més de la versió oficial, també va haver-hi publicacions piratejades traduïdes al rus i acompanyades d'errors crítics. Silent Hill 2 va ser llançat en diferents formats: 3 CD, 1 DVD i Blu-ray. El pressupost del joc va ascendir a uns 7-10 milions USD. Al moment del llançament, aproximadament un de cada quatre propietaris de consoles tenia Silent Hill 2. Un mes després de l'inici de les vendes, es van vendre més d'un milió de còpies.

### Promoció i comercialització
El joc també va ser acompanyat per una campanya publicitària. Per Silent Hill 2 es van llançar quatre avanços. Dos d'ells es van veure en el Tokyo Game Show 2000 i 2001 (tardor i primavera), un a l'Electronic Entertainment Expo 2001. Un altre vídeo de gairebé 7 minuts anomenat Press Event Trailer va aparèixer en el DVD extra. S'acaba amb un fragment de l'oració per a nens del segle xviii «Now I Lay Me Down to Sleep», llegida per Laura. En aquests vídeos, van aparèixer molts quadres, que no estaven directament en el joc en si. Llavors, van mostrar una quantitat incomptable de maniqueus i fragments de cossos succionats pel forat o volant a gran velocitat, així com en James caminant pel passadís de la presó amb el cos d'una dona en els seus braços. L'edició europea del joc incloïa l'opció making-of, que contenia un conjunt d'avanços, una galeria d'imatges i captures de pantalla, biografies dels empleats de Team Silent, així com un documental de 32 minuts sobre la creació del joc. Fun Pl@yer de Nicolas Beuglet per a Fun TV. El vídeo va acabar amb una cita de les paraules de Francis Bacon. El DVD de Lost Memories «The Art & Music of Silent Hill» contenia dos vídeos addicionals relacionats amb el projecte: Fukuro i Ki-no-ko.
Es van llançar més d'una dotzena de guies oficials del videojoc: «Official Guide», «Official Guidebook», «Navigation File», «Speed Run Guide», «Official Strategy Guide», «Complete Guide & World Guide», «Official Complete Guidebook», «The Official Strategy Guide (Authorised Collection)», «Saigo No Uta Official Guide» i d'altres. Els editors van incloure Konami, NTT Publishing, BradyGames, Piggyback, Futaba Publications, Dengeki, Mediaworks i New Age. El volum de materials impresos varia de 95 a 191 pàgines. La majoria dels llibres es van publicar al Japó, alguns als Estats Units i Europa. També Silent Hill 2 es descriu en la guia pels tres primers jocs de la saga en Silent Hill: Lost Memories. A més d'altres materials impresos, Sadam Yamashita va escriure una novel·la de 304 pàgines el 2006, Silent Hill 2: The Novel. Contenia quatre il·lustracions de Masahiro Ito. Els productes de comercialització van incloure samarretes, tasses, una replica de la jaqueta d'en James, així com figures d'una infermera, Pyramid Head i Lying Figure.

## Banda sonora
El compositor i enginyer de so de Silent Hill 2 va ser Akira Yamaoka. Les composicions de l'àlbum reflecteixen la tràgica destinació dels personatges. Yamaoka va declarar que el seu treball tenia el seu propi estil, que no estava inspirat en cap pel·lícula. El compositor va passar tres dies escrivint la cançó principal «Theme of Laura», que transmetia tota la malenconia del joc i es basava en una trista melodia amb un ritme fort. Akira va destacar aquesta cançó la seva favorita. Volia assegurar-se que les persones que escoltaven la seva música experimentessin emocions. També desitjava canviar la seva visió del concepte de la seva música, formada després del llançament de la banda sonora del primer joc, per la qual cosa alguns dels temes van ser influenciats pels gèneres d’enka i rock occidental. Yamaoka va declarar: «Per tant, vaig fer un pas enrere i em vaig concentrar a crear música que fos fàcil i còmoda d'escoltar per la gent comuna».
La gamma musical de la banda sonora és molt diversa: ambiental, industrial, trip-hop, rock i electrònica. El so de cops de martell de vapor, el cruixir de motoserres en una paret de metall i les oracions dels nens es van utilitzar com a mostres per a algunes pistes. El compositor va utilitzar en les seves obres instruments musicals com violins, sintetitzadors, guitarres acústiques, pianos, teclats, flautes, violoncels, bateries i campanes.
Al Japó, la banda sonora va ser llançada en un CD el 3 d'octubre de 2001. El llançament europeu de les composicions va tenir lloc en el mateix any. El disseny dels àlbums va variar, però tots dos contenien trenta pistes seleccionades del joc. La banda sonora es va llançar digitalment el 21 de setembre de 2007. Posteriorment, es van incloure nou pistes en la col·lecció de còmics, Silent Hill Experience, en UMD, i l'àlbum complet en el DVD Lost Memories «The Art & Music of Silent Hill» i Silent Hill Sounds Box, que es van llançar el 16 de març de 2011. Algunes de les pistes també es van utilitzar en la primera adaptació cinematogràfica. El 2006 en el concert Play! A Video Game Symphony, celebrat a Chicago, Yamaoka va realitzar algunes composicions musicals, incloent «Theme of Laura», amb una orquestra de grandària completa. La portada de la versió japonesa de l'àlbum, que mostra a Mary ficada al llit en l'escenari del club Heaven's Nights. Aquest moment no ocorre en el joc.

### Crítica
L'àlbum va rebre crítiques excel·lents del portal Game-OST. L'escriptor Mart va dir que la banda sonora de Silent Hill 2 és un dels millors en la història de la tecnologia de la informació. Té un alt contingut atmosfèric i la capacitat d'espantar a l'oïdor, la qual cosa rares vegades es veu en altres projectes. No obstant això, les composicions també tenen un costat líric, «subtil, sincer i infinitament bell». Yamaoka va ser capaç de trobar un equilibri entre els virtuosos riffs de guitarra i una simple melodia que «es va enfonsar en l'ànima».
Altres revisors van respondre de manera similar al treball del compositor. Com Kero Hazel, columnista de Square Enix va dir que les pistes d'obertura han estat sempre el seu punt fort del compositor en els seus treballs. «Theme of Laura», que és una cançó de rock instrumental que canvia constantment de forma dinàmica. Al crític li va agradar especialment l'addició d'un violí i un tema secundari inesperat. La segona i les següents pistes són molt diferents de la música del primer joc. «White Noiz» és un brunzit atmosfèric que crea un sentit inusual d'harmonia. «Forest» segueix un to donat, però es toca de manera diferent, creant una pseudomelodia amb la delicadesa de les peces de piano de Debussy. El dècim vuitè tema, «Love Psalm», podria cridar-se un clon estilístic de la primera composició, però és una mica més complicat i sona més trist. «The Reverse Will» va mostrar inesperadament una increïble melodia de flauta i un ritme de bateria encomiable. La seva cançó favorita es deia «Angel's Thanatos», interpretada a l'estil del hard rock. En el comentari final, el crític considera que l'àlbum de música és una de les bandes sonores més emocionants que mai hagi escoltat. La puntuació va ser de 9 punts sobre 10.
L'usuari Black Mamba va destacar la cançó «Theme of Laura» el millor treball de l'àlbum i la perla de tota la sèrie, amb concordes rítmics i una melodia molt audaç. Per contra, «Angel's Thanatos» es va escenificar amb un so de guitarra distorsionat i una bateria pesada, interpretada a l'estil del hard rock. Al crític també li va agradar la composició «Love Psalm» que va ser subestimada en la seva opinió. «Promise», en el qual el sintetitzador sonava lent, semblava massa poc convencional per criticar-ho. «Forest», utilitzant un piano electrònic suau i cordes, va resultar ser una pista bastant lliure i dinàmica. Al crític no li va agradar «A World of Madness», però va crear una «atmosfera completament inexplicable». «Promise (Reprise)» es va cridar una peça musical molt bella que consistia en una simple melodia de piano acompanyada d'un sintetitzador. D'acord amb Mamba, La composició va ser un excel·lent exemple de la gamma de Yamaoka com a compositor. La cançó «Magdalena» va començar prometedorament, però va decebre a l'observador, ja que al final es va desenvolupar «enlloc». «The Reverse Will» va ser nomenada la composició més experimental de l'àlbum. «Pianissimo Epilogue» està fet en un estil molt més clàssic. Com a resultat, la banda sonora també va rebre una qualificació de 9 punts sobre 10.
El comentarista Z-Freak també va parlar positivament sobre la banda sonora. En la seva opinió, la primera cançó, «Theme of Laura», que comença a sonar des d'una guitarra acústica i flueix gradualment en una balada de rock suau, és en molts aspectes similar a la cançó d'obertura del primer àlbum. «White Noiz», depriment i ombrívol, estableix el to per a la major part de la banda sonora. «Forest» es deia una bella composició que transmet una sensació de solitud. «Ashes and Ghost», acompanyat d'una ràpida i constant batalla de tambors, es va combinar amb un misteriós efecte de so que recorda a una gàrgares. En el segon minut, la pista «es calma» i cedeix a un altre efecte, el cruixit d'una fotocopiadora defectuosa, després de la qual cosa s'escolten crits de turment i dolor, la qual cosa fa que la cançó sigui una de les més inquietants de tot l'àlbum. «The Darkness that lurks in our minds» es deia un tema estrany, que recordava sobretot el gratar-se els claus en la paret i tancar les portes de metall. «Noone Love You» transmet perfectament la desesperació. La composició final repeteix en gran manera la primera, però a més, entre altres coses, va usar un malenconiós violí i piano. El crític també va qualificar la banda sonora en 9 punts sobre 10.

### Llista de cançons
| Núm.          | Títol                                 | Durada |
| ------------- | ------------------------------------- | ------ |
| 1.            | «Theme of Laura»                      | 3:26   |
| 2.            | «White Noiz»                          | 1:26   |
| 3.            | «Forest»                              | 1:46   |
| 4.            | «A World of Madness»                  | 1:49   |
| 5.            | «Ordinary Vanity»                     | 1:42   |
| 6.            | «Promise (Reprise)»                   | 1:47   |
| 7.            | «Ashes and Ghost»                     | 3:10   |
| 8.            | «Null Moon»                           | 2:52   |
| 9.            | «Heaven's Night»                      | 2:07   |
| 10.           | «Alone in the Town»                   | 2:22   |
| 11.           | «The Darkness That Lurks in Our Mind» | 1:18   |
| 12.           | «Angel's Thanatos»                    | 3:20   |
| 13.           | «The Day of Night»                    | 1:40   |
| 14.           | «Block Mind»                          | 1:14   |
| 15.           | «Magdalene»                           | 1:55   |
| 16.           | «Fermata in Mistic Air»               | 2:19   |
| 17.           | «Prisonic Fairytale»                  | 1:57   |
| 18.           | «Love Psalm»                          | 4:29   |
| 19.           | «Silent Heaven»                       | 2:16   |
| 20.           | «Noone Love You»                      | 1:34   |
| 21.           | «The Reverse Will»                    | 3:35   |
| 22.           | «Laura Plays the Piano»               | 1:57   |
| 23.           | «Terror in the Depths of the Fog»     | 4:34   |
| 24.           | «True»                                | 3:09   |
| 25.           | «Betrayal»                            | 2:32   |
| 26.           | «Black Fairy»                         | 1:14   |
| 27.           | «Theme of Laura (Represa)»            | 1:53   |
| 28.           | «Overdose Delusion»                   | 4:33   |
| 29.           | «Pianissimo Epilogue»                 | 1:39   |
| 30.           | «Promise»                             | 4:40   |
| Durada total: | Durada total:                         | 74:15  |

## Recepció
Silent Hill 2 va rebre crítiques en la seva majoria positives de la premsa. Amb base en 34 revisions, la versió per PlayStation 2 en Metacritic va tenir 89 de 100 punts. Lleugerament més baix amb 84 punts va ser qualificada l'edició per Xbox del joc. Mentre la de PC va rebre la qualificació més baixa amb només 70 punts. Altres llocs van publicar estadístiques similars. Game Rankings va qualificar les versions de consola amb una diferència de 3,37 %, amb 85,77 % (50 comentaris) i 82,40 % (10 comentaris) per a PS2 i Xbox, respectivament. La versió per a PC va rebre el 71, 30% dels 100 possibles (10 comentaris). Al portal GameStats, el joc va rebre qualificacions més altes. Llavors, l'opinió dels crítics i jugadors va coincidir en les versions de consola del joc i va ascendir a 8,8 punts per a PS2 i 8,5 punts per Xbox. L'edició de PC va tenir 8,1 punts de 10.
El videojoc és considerat un dels millors jocs de tots els temps, els gràfics dels millors jocs són específics per a la plataforma PS2. Les ubicacions del Brookhaven Hospital, que tenia un prototip real, i la Societat Històrica de Silent Hill també van rebre comentaris positius. En repetides ocasions, va aparèixer en les llistes dels pitjors jocs en els quals va ocupar els llocs més alts, inclosa la primera posició. Segons els resultats d'una votació via SMS, realitzada del 26 d'octubre a l'1 de desembre de 2004 per la revista Igromania, en el quadre dels protagonistes més memorables de la sèrie, James va ocupar el segon lloc: va rebre 394 vots de 1022. Pyramid Head va ser reconegut com un dels personatges més impactants, temibles i un dels millors vilans en jocs d'ordinador d'acord amb GamesRadar, Spike, GameDaily, Computerworld i Empire. El lloc web de GamesRadar va incloure a Lying Figure, Abstract Daddy, Bubble Head Nurse i Mannequin en la llista de les 13 pitjors criatures de la sèrie i María en el «Top 7 ... Noies que no vols salvar». Silent Hill 2 també es va convertir en l'elecció de l'editor en alguns mitjans, entre ells IGN, Game.EXE, Strana Igr, Absolute Games i va rebre premis a la «The Most Atmospheric» i la «Best Music» de la revista Gambling.

### Crítica

#### Versió original
Doug Perry del lloc web IGN, va escriure que Silent Hill 2 no trenca els conceptes clàssics del gènere, sinó que conté una esquinçadora història surrealista plena de personatges autèntics i una atmosfera increïble. L'estil visual de la segona part de la sèrie és seductor i efectiu, els angles cinematogràfics de la càmera virtual li brinden al jugador un nivell significatiu de control sobre el que està succeint, encara que la càmera no és perfecta i has d'aprendre a usar-la. El joc conté una gran quantitat d'investigació dirigida a resoldre endevinalles i un bon ritme d'acció. Segons el crític, a Silent Hill 2 els jugadors perdran constantment l'equilibri, sentiran nerviosisme, ansietat i por psicològica pura, constants i reforçats per la claustrofòbia. Perry va elogiar les propietats de la boira, l'aparença dels personatges, els videos i la qualitat de les textures. La música es va descriure com a «creïble». A més, el crític va qualificar el so i l'acompanyament musical d'acord amb les fortaleses del projecte. La qualificació final és «increïble», és a dir, 9 punts de 10.
Tom Bramwell, un crític de la revista Eurogamer, va assenyalar els inconvenients de construir un sistema de càmera virtual que dificulta l'orientació. També creia que la boira, en millorar l'efecte de la cinematografia, crea una sensació de claustrofòbia. Silent Hill, cobert per un núvol de pols, brutícia i sutge, va formar una imatge esborronadora i creïble d'un poble fantasma. L'aparició de monstres «dibuixats per la ploma del diable», l'animació i el detall dels personatges, el costat visual dels vídeos, l'excel·lent mecànica del joc i la paranoia oposada pel jugador en cada torn es van percebre positivament. En conclusió, l'autor va destacar Silent Hill 2 un joc fantàstic amb un bon sistema de control, treball de càmera i excel·lent narració. La segona part de la sèrie, en la seva opinió, va ometre qualsevol projecte de la sèrie Resident Evil en tots els aspectes. La qualificació final és de 9 punts sobre 10.
Jon Thompson, un revisor del portal Allgame, creia que el joc en el camp de la jugabilitat sofreix parentiu amb la primera part de la sèrie, però, no obstant això, conté suficients elements de por per ser un projecte digne per als fanàtics del gènere. L'atmosfera creada s'ha tornat més subtil que la seva predecessora. La dificultat de Silent Hill 2 semblava estar subestimada, ja que el jugador no té escassetat de farmacioles de primers auxilis i municions, i els monstres moren per un parell de trets. També va sentir que la majoria de les endevinalles són relativament fàcils de resoldre, però estableixen el ritme correcte. El rendiment gràfic va deixar impressions mixtes. L'efecte volumètric de la boira es veu increïble, mentre que el filtre de gra és més probable que interfereixi amb la percepció visual. El crític va elogiar el so de les esgarrifances, així com les pistes de música que augmenten la sensació de por. La trama es va descriure com a convincent, amb una branca narrativa directa. La qualificació final va ser 3,5 de 5 estels.
Ron Dulin, comentarista de GameSpot, va escriure que el projecte, així com qualsevol altre joc en els gèneres, combina les endevinalles fosques, angles de càmera i la violència caòtica. No obstant això, va assenyalar que si bé la sèrie Resident Evil «va tenir el bon sentit d'inspirar-se en les pel·lícules de zombis», Silent Hill 2 construeix una història sense sentit sobre temes seriosos com la bogeria, les malalties incurables i l'abús infantil. A causa d'això, la trama divertida i els diàlegs terribles no es poden comparar fins i tot amb les pel·lícules de terror de categoria B. El crític va elogiar l'atmosfera, el disseny dels monstres i l'ombrívola decoració. Els personatges «estranyament parlant», la incomprensibilitat general de la història narrativa, els trencaclosques repetitius típics, una petita varietat de criatures es van sotmetre a una avaluació negativa. El principal problema del projecte, segons Dulin, va anar que el joc realment no va espantar. La qualificació final va ser de 6,2 punts sobre 10.

#### Silent Hill HD
Johnny Minkley de Eurogamer, va escriure que la col·lecció s'ha dissenyat per a dos diferents grups objectiu: principiants, per primera vegada, va decidir provar el joc i els jugadors experimentats que tenen el desig de superar els clàssics. Per al primer grup, és suficient millorar la qualitat al nivell dels estàndards moderns, mentre que el segon va observar de prop si es va guardar cada píxel. La integritat de l'original. El crític va esmentar que els fanàtics estaven furiosos, notant el treball descurat de l'estudi, «destruint l'obra mestra». Segons Minkley, Hijinx Studios va ser descurat o inexcusablement desatent en alguns punts, no obstant això, malgrat això, els projectes segueixen sent encantadors. El crític es va preguntar com es veia millor la pantalla antiboira en la versió d'onze anys que en la moderna. Algunes escenes van sofrir greus danys: en l'episodi de l'encreuament del llac, l'aigua era tan luminescent que es notaven les articulacions. El navegador percep les endevinalles negativament, notant l'estupidesa de les formes de resoldre'ls. Minkley també estava molest per la càmera virtual. La puntuació va ser de 5 punts sobre 10.
Un editor de Strana Igr, Sergey Tsilyurik, va expressar una opinió negativa sobre la col·lecció. El crític va assenyalar que alguns dels actors clarament no encaixaven amb els seus personatges, en particular, Liam O'Brien, l'amo de la «veu més patètica del món», no podia expressar autènticament al gros Eddie, i Troy Baker sonava més com Snow Willers de Final Fantasy XIII-2, malgrat intentar entrar en les mateixes notes. El columnista va pensar que la veu de McGlynn era massa baixa per a María. A més, segons ell, la jugabilitat després de 10 anys, el joc sembla ser un «dinosaure real», que té un lloc en el museu, fins i tot a causa dels enfrontaments imposats amb els enemics. Juntament amb una gran quantitat de problemes tècnics i l'absència de la quart lliurament en la col·lecció. Silent Hill HD Collection «amenaça» amb convertir-se en el pitjor remake HD.
Blake Peterson, un crític de Game Revolution, va qualificar a Silent Hill 2 com el millor horror psicològic que mai hagi jugat. En comparació de Silent Hill 3, en la segona part es van notar més errors gràfics, com a rectangles de boira, però el seu enfocament en els personatges fa que el projecte sigui més narratiu. El revisor va preferir la puntuació original a l'actualitzat, ja que el primer va formar una atmosfera fabulosa. Al navegador no li va agradar el comportament de la càmera virtual, la qual cosa crea dificultats per controlar al protagonista. En la seva opinió, el tercer manca d'una estranya raresa i una història fascinant, a causa que Silent Hill 2 aconsegueix destacar-se. La puntuació va ser de 4 punts sobre 5.

## Adaptacions
Originalment el director francès Christophe Gans volia adaptar Silent Hill 2 al cinema. Va dir que era aficionat a la saga, que era el seu favorit i el més emotiu dels quatre projectes presentats en aquest moment. Christophe ho va comparar amb el mite d'Orfeu, que baixa a l'inframón a la recerca d'Eurídice. No obstant això, ell creu que Silent Hill 2 no era el veritable Silent Hill: no hi havia mitologia, i la ciutat ha exercit un paper de fons per al desenvolupament de la història. Al final, es va adonar que la necessitat original per transferir-li a l'audiència sobre la història de la ciutat, i com una adaptació de la pel·lícula era la primera part de la sèrie i va ser escollida. No obstant això, la història encara contenia certs elements de Silent Hill 2. Amb la finalitat d'emular l'aparença del material original, Gans tenia una còpia del joc i hi jugava en el set. Silent Hill: Revelation 3D, Michael J. Bassett, prenia com a base per a la tercera part de la sèrie, sense passar per la segona.
El 2009, un grup de fanàtics suecs de Silent Hill estaven planejant fer una obra de teatre basada en la història del joc, filmar-la i després pujar-la a YouTube. Sobre la base del projecte va ser llançat un remake de 8 bits Soundless Mountain II, desenvolupat en el motor BlitzMax. El joc és compatible amb animació, gràfics de rajola, desplaçament, zoom, i s'ha creat usant paletes per a Game Boy Color i NES. El 2015, Silent Hill va aparèixer per a les màquines escurabutxaques basades en popularachi de Takasago basades en esdeveniments de Silent Hill 2.